# Odontogammarus caeculus
Odontogammarus caeculus is een vlokreeftensoort uit de familie van de Eulimnogammaridae. De wetenschappelijke naam van de soort is voor het eerst geldig gepubliceerd in 1999 door Tachteew.